# Udeoides
Udeoides és un gènere d'arnes de la família Crambidae.

## Taxonomia
- Udeoides bonakandaiensis Maes, 2006
- Udeoides muscosalis (Hampson, 1913)
- Udeoides nigribasalis (Hampson, 1913)
- Udeoides nolalis (C. Felder, R. Felder & Rogenhofer, 1875)
- Udeoides viridis Maes, 2006